# Club Atlético San Lorenzo de Almagro
Pour les articles homonymes, voir CASLA.
Maillots
Actualités

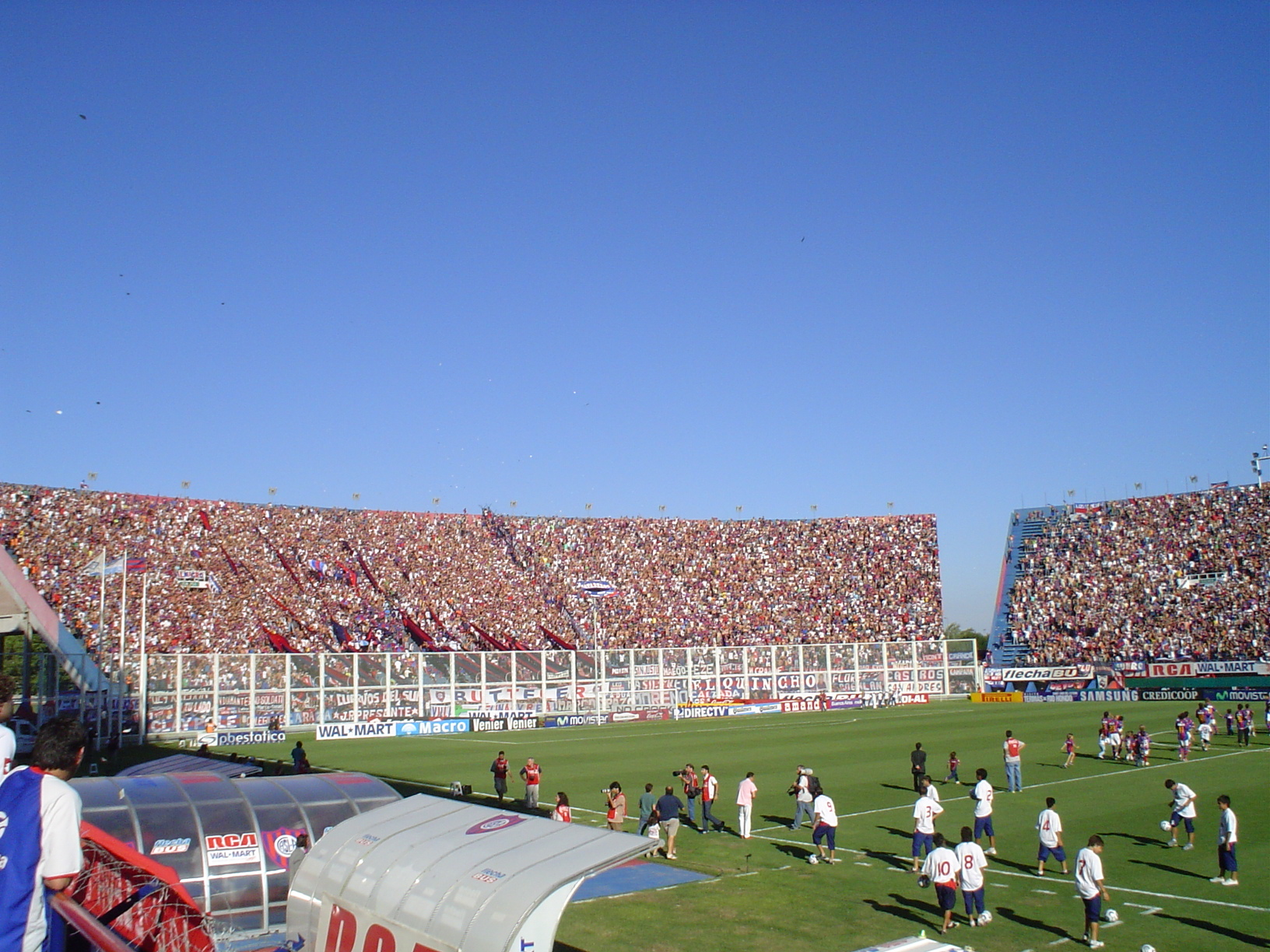

Le  Club Atlético San Lorenzo de Almagro  est un club sportif et culturel, fondé le 1er avril 1908 et basé à Buenos Aires (Argentine), dont la principale activité est le football professionnel.
Le club évolue au El Nuevo Gasómetro. Son rival historique est Huracán. Il existe également des rivalités avec River Plate, Boca Juniors, le Independiente, et le Racing Club, clubs qui sont considérés avec San Lorenzo comme les « cinq grands du football argentin ».
Ses supporters les plus célèbres sont l'acteur Viggo Mortensen et le pape François.
En ce qui concerne l'acteur du Seigneur des anneaux, il a passé sa petite enfance en Argentine et a toujours affiché son attachement au club, notamment en finançant une partie de sa chapelle. En 2008, lors du Festival de Cannes, il préfère changer de trottoir pour éviter de croiser Diego Armando Maradona venu présenter son film Maradona, ce dernier étant fan de Boca Juniors, rival historique.
Pour le Pape François, argentin, il est toujours resté adhérent et payait sa cotisation par prélèvement automatique mensuel.

## Histoire

### La fondation
Au début du XXe siècle, l'urbanisation rapide de Buenos Aires rend la pratique du football dangereuse dans certains quartiers. Dans celui, populaire, d'Almagro, la construction d'une ligne de tramway laisse peu de place aux joueurs d'origines modestes, souvent fils de charbonniers.
Deux d'entre eux, Federico Monti et Antonio Scaramusso cherchent un lieu propice à la pratique de leur sport. L'arrivée dans le quartier du Père Lorenzo Massa est décisive dans la fondation du club de San Lorenzo de Almagro. Avec sa vision sociale qui cherche à sortir les enfants de la rue et ses dangers, il ouvre les portes de l'oratoire San Antonio qui possède un grand jardin afin qu'ils puissent joueur au football.
Après plusieurs années de pratiques, la première assemblée extraordinaire a lieu, le 1er avril 1908, date officialisée comme celle de la fondation. C'est à ce moment-là que fut  choisit le nom du tout nouveau club. Le premier proposé fut Los forzos d'Almagro (les forçats d'Almagro ), mais le Père Lorenzo Massa refusa en raison de l'image négative donnée. Finalement on le baptisa San Lorenzo en l'honneur du père qui n'accepta qu'à certaines conditions : que les joueurs aillent au catéchisme la semaine et la messe le dimanche, et que le nom choisi soit en l'honneur de Saint Laurent de Rome (saint martyr romain du IIIe siècle et non de lui. Et que le nom fasse également référence à la bataille de San Lorenzo, premier combat patriotique de l'indépendance argentine en janvier 1813 où le général José de San Martín empêcha le débarquement d'une flotte espagnole.
À la demande de Federico Monti, l'un des fondateurs, on ajouta la particule "de Almagro", un quartier de Buenos Aires duquel provenant la majorité des membres du club.

Après un période sans stade fixe, le club parvient finalement à louer une zone situé sur l'avenue La Plata, entre les rues Inclán et Las Casas dans le quartier d'Almagro pour y construire son terrain puis son stade, connu sous le nom de Gasómetro, qui fut le sien jusqu'en 1979.

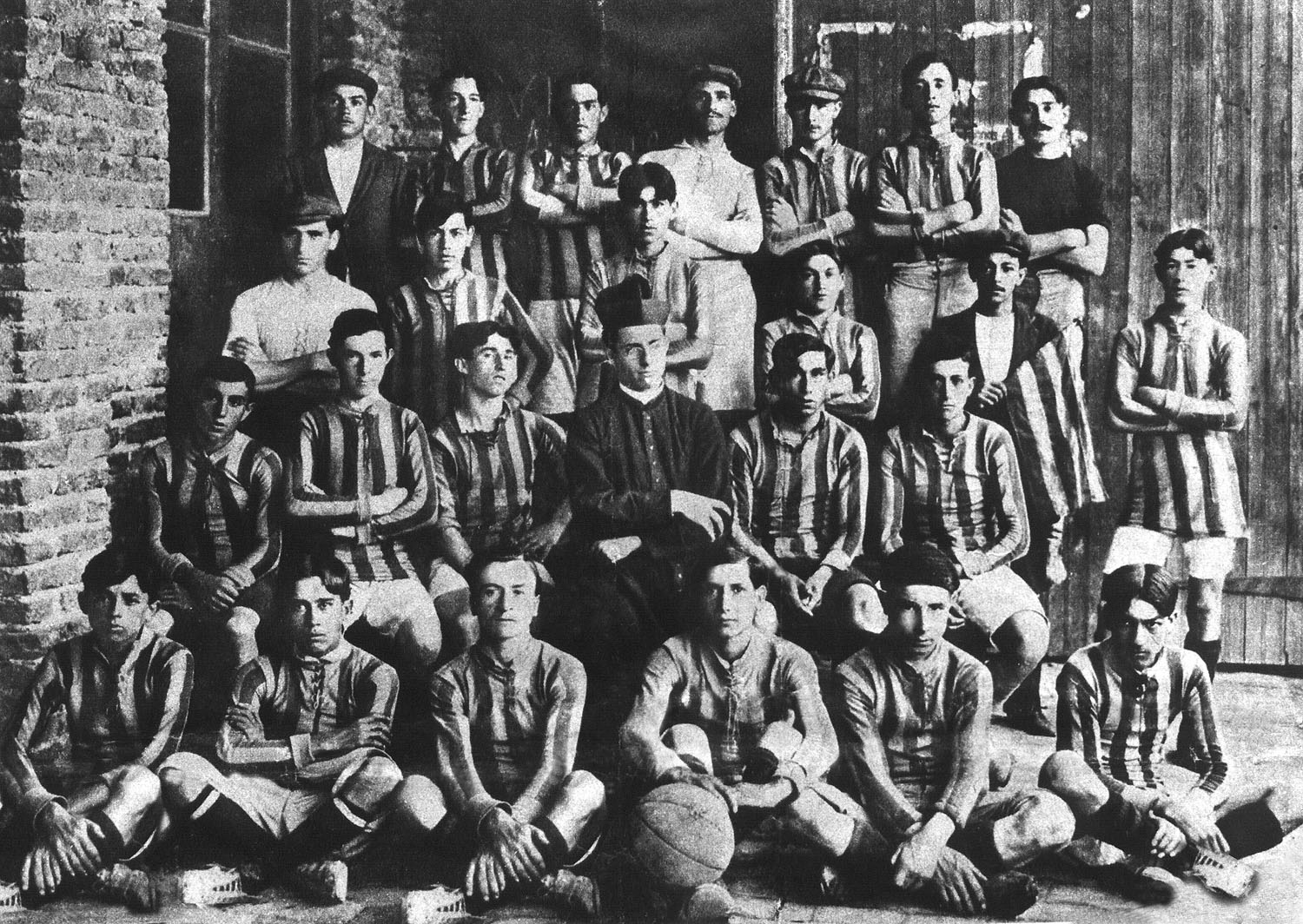
Les premiers joueurs de San Lorenzo et le Père Massa

### Les débuts amateurs (1914-1930)
L'aventure débarque avec un maigre trésor, 120 pesos, suffisant toutefois pour s'affilier à l'Asociación Argentina de Fútbol.
Durant sa période amateur, San Lorenzo remporte d'abord un titre de Champion d'Argentine de D2 en 1914 puis 3 titres nationaux (1923, 1924, 1927) en première division. Il remporte également ses deux premiers titres internationaux en décrochant la Copa Aldao en 1923 et 1927, une compétition opposant le champion d'Argentine à celui d'Uruguay.

### Les débuts du professionnalisme

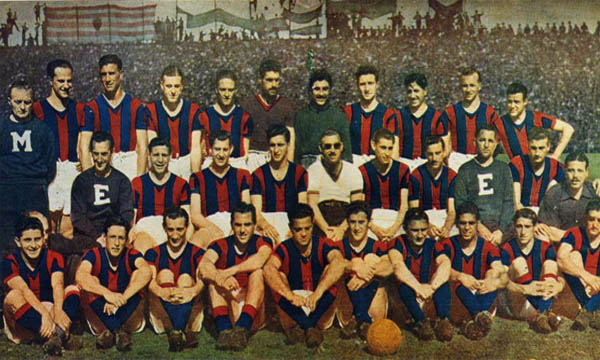
Les champions de 1946 et le trio en or

Le Championnat d'Argentine de football devient professionnel en 1931 et San Lorenzo décroche le titre dès 1933 devant Boca Juniors lors d'une victoire à l'ultime rencontre. Après une première victoire en coupe nationale lors de la Copa de la República en 1943, le club remporte un nouveau titre avec son « trio en or » composé de Pontoni, Armando Farro et Rinaldo Martino en 1946 puis un autre en 1959.

### L'apogée puis le déclin

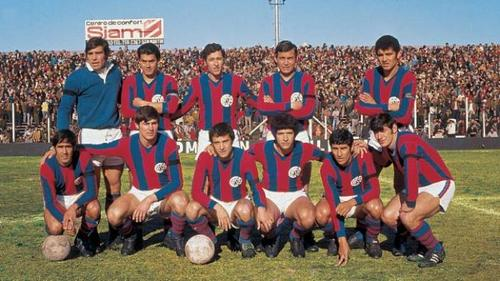
Los Matadores (1968)

De 1968 à 1974, c'est la période faste avec Los Matadores, une équipe qui sort pour tuer ses rivaux dans l'arène. 3 titres couronnent cette période dont celui de 1968 en étant invaincu, une première dans l'histoire du football argentin. En 1972, l'équipe remporte les deux championnats, le Metropolitain et le National avec son attaquant Héctor Scotta qui réussit, malgré sa réputation de lenteur, à marquer 60 buts sur la saison !
Après un nouveau titre acquis en 1974 (Nacional), l'équipe décline et doit patienter deux décennies avant de retrouver la lumière. Un passage notamment marqué par une rétrogradation en D2 puis un second titre de champion à cet échelon en 1982.

### Le retour au premier plan depuis les années 1990

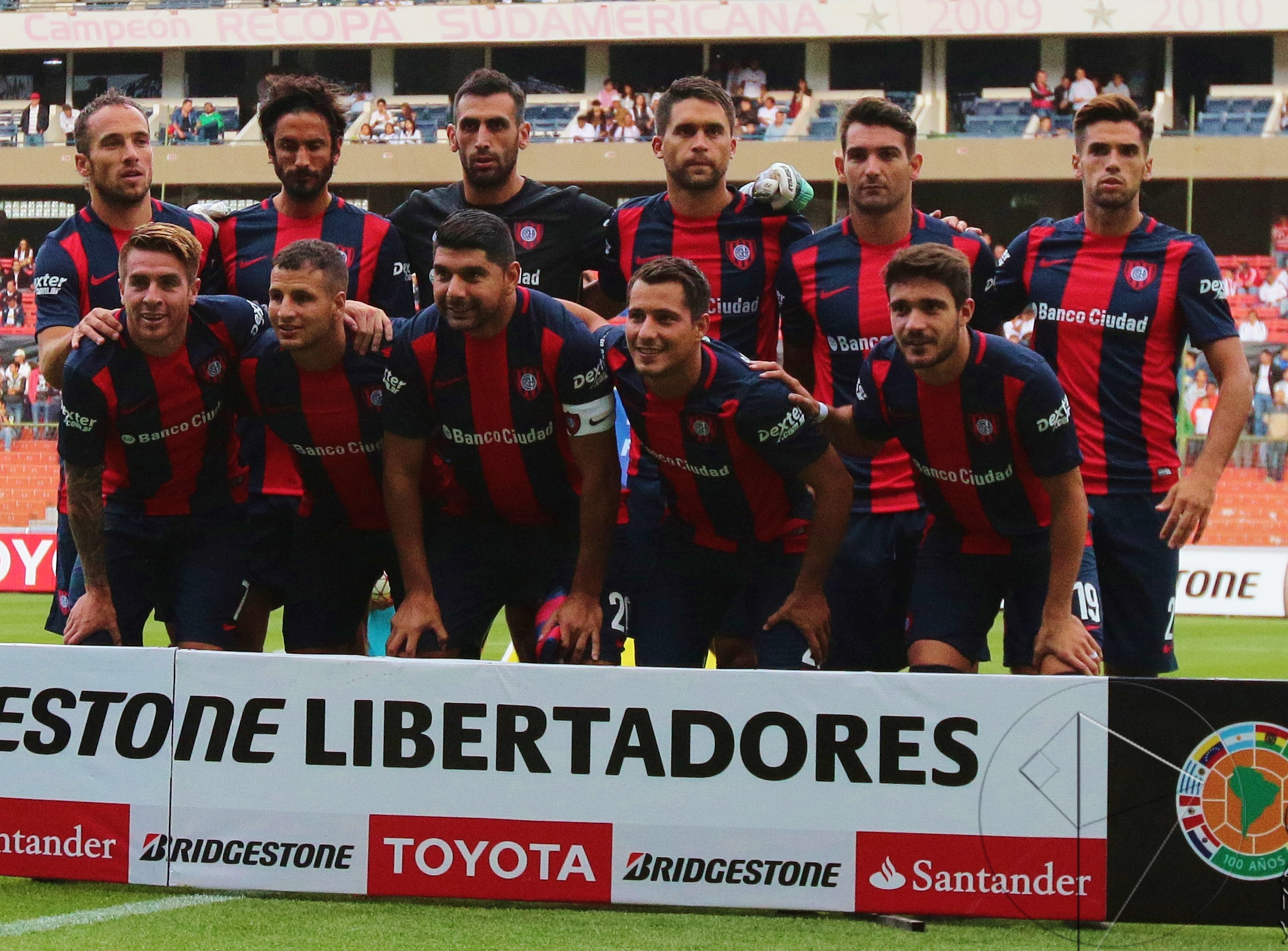
La victoire en Copa Libertadores en 2014

San Lorenzo décroche un nouveau titre 20 ans plus tard en 1995 (Clausura) puis en 2001 (Clausura) après une série de 13 victoires consécutives, une nouvelle première dans l'histoire du football argentin.
L'équipe inscrit enfin son nom à l'échelon continental en remportant la Copa Mercosur 2001 puis la Copa Sudamericana 2002 (équivalent de la Ligue Europa) et enfin la prestigieuse Copa Libertadores 2014 (équivalent de la Ligue des champions). Ses derniers titres, nationaux sont le championnat en 2007 (Clausura) et 2013 (Inicial) puis la Supercoupe d'Argentine en 2015.

## Surnoms
San Lorenzo est sans doute le club argentin avec le plus de surnoms, certains d'entre eux sont :
- El Ciclón (Le Cyclone) : surnom utilisé par le journaliste Hugo Marini pour désigner la force avec laquelle l'équipe a attaqué et gagné dans les années 1930. Les victoires remportées lui ont valu d'être baptisé El Ciclón de Boedo, un surnom que rapidement copié et utilisé dans d'autres journaux. Le surnom a également été accepté immédiatement car il s'oppose directement à son éternel rival Huracán (Ouragan en espagnol) et son symbole le ballon de Jorge Newberry, et car selon la science, les cyclones couvrent une plus grande zone que les ouragans.
- Los Gauchos de Boedo : en 1932, San Lorenzo commençe à recruter des joueurs de l'intérieur du pays, originaires de Santa Fe, comme Alberto Chividini, Gabriel Magán et Genaro Cantelli, qui sont baptisés Los Gauchos de Boedo, en raison de leur origine.
- Los Santos (Les Saints) : en référence au saint Laurent de Rome (San Lorenzo de Roma) auquel le nom du club fait honneur.
- Los Cuervos (Les corbeaux) :  Les prêtres jésuites étaient généralement surnommés de façon désobligeante les corbeaux en raison de la couleur noire de leur soutane. Puisque San Lorenzo tirait son nom du père jésuite Lorenzo Massa, le club a commencé à être appelé ainsi par les équipes rivales qui utilisaient ce surnom pour les humilier.
- Los Carasucias (Les visages sales) : en 1963, Narciso Doval, Fernando Areán, Héctor Veira, Victorio Casa et Roberto Telch, tous joueurs formés au club, s'imposent dans l'équipe alors qu'ils étaient encore très jeunes (d'où les carasucias, car les enfants, surtout dans la rue ont le visage sale). Ces cinq joueurs sont des icônes de San Lorenzo, et sont à jamais Los Carasucias, en hommage à leur audace et à leur créativité.
- Los Matadores (Les Matadors) : surnom donnée à l'équipe de 1968, la première équipe argentine championne invaincue, en raison de la manière dont elle jouait les matchs : elle sortait sur le terrains pour "tuer" ses adversaires avec son jeu sous la direction de l'entraîneur Tim.
- Los Azulgranas (Les bleus et grenats) : surnommés ainsi à la suite du passage au football professionnel où le club officialise que les couleurs officielles : le bleu (azul en espagnol) et le grenat (grana). Bien qu’au fil du temps, le rouge a remplacé le marron sur le maillot.

## Palmarès

### National
- Championnat d'Argentine (15)  :
  - Champion : 1923 AAm, 1924 AAm, 1927, 1933, 1936 (Copa de Honor), 1946, 1959, 1968 (Metropolitano), 1972 (Metropolitano), 1972 (Nacional), 1974 (Nacional), 1995 (Clausura), 2001 (Clausura), 2007 (Clausura) et 2013 (Inicial).

- Championnat d'Argentine D2 (2) :
  - Champion : 1914.
  - Champion : 1982.

- Copa de la República (1) :
  - Vainqueur : 1943.

- Supercoupe d'Argentine (1) :
  - Vainqueur : 2015.

### International
- Copa Libertadores (1) :
  - Vainqueur : 2014.

- Copa Sudamericana (1) :
  - Vainqueur : 2002.

- Copa Mercosur (1) :
  - Vainqueur : 2001.

- Copa Aldao (2) :
  - Vainqueur : 1923 et 1927.

- Coupe du monde des clubs de la FIFA :
  - Finaliste : 2014.

## Personnalités du club

### Anciens joueurs
Le meilleur buteur du club reste l'Argentin José Francisco Sanfilippo avec 207 buts.
L'Uruguayen Sergio Bísmarck Villar détient le record de matchs joués avec 461.
- Roberto Telch
- Oscar Ruggeri
- Paulo Silas
- Renato Civelli
- Carlos Bueno
- Néstor Gorosito
- Ezequiel Lavezzi
- Rinaldo Martino
- Luis Monti
- José Cardozo
- Sebastián Abreu
- Bruno Fornaroli
- Alberto Acosta
- Enrique Chazarreta
- Iván Córdoba
- Gonzalo Bergessio
- Pablo Zabaleta
- Oscar Rossi
- Diego Placente
- Bernardo Romeo
- José Luis Chilavert
- Papu Gómez

### Entraîneurs du club
| Entraîneurs de San Lorenzo | Entraîneurs de San Lorenzo | Entraîneurs de San Lorenzo |
| --- | --- | --- |
| - Antonio Malvassi (1931-1932) - Alberto Marinetti (1933) - Atilio Giuliano (1933-1934) - Antonio Malvassi (1935) - José Fossa (1936) - Antonio Malvassi (1937) - Máximo Garay (1938) - Guillermo Stábile (1939-1940) - Atilio Giuliano (1940) - Oscar Tarrío (1940) - Emérico Hirschl (1941) - Diego García (1942-1943) - Gyorgy Orth (1944) - Diego García (1945-1946) - Pedro Omar (1946-1947) - Francisco Corsetti (1947) - Atilio Giuliano(1948) - José Cuesta Silva (1949-1950) - José Fossa (1951) - Francisco Corsetti (1952) - José Fossa (1953) - José Pérez (1953) - Carlos Peucelle (1954) - Gerónimo Díaz (1954) - Isidro Lángara (1955) - René Pontoni (1955) - Ángel Fernández Roca (1956) - Atilio Giuliano (1956) - José Barreiro (1957-1960) - Florencio Doval (1961) - Juan Carlos Lorenzo (1961-1962) - José Ramos (1962) - René Pontoni (1962) - Pedro Amandola (1963) - Adolfo Moglievky (1963) - José Barreiro (1963-1964) - Nicolás Palma (1965) - Roberto Resquin (1963) - Juan Carlos Lorenzo (1965) - Diego García (1966) - José Barreiro (1966-1967) - Diego García (1967) - Tim (1967-1968) - Manuel Giúdice (1969) - Diego García (1969) - Pedro Dellacha (1969-1970) - Rogelio Domínguez (1971) - Andrés Prieto (1972) - Miguel Ignomiriello (1972) - Juan Carlos Lorenzo (1972-1973) - Jorge Castelli (1973) - Luis Carniglia (1973) - Osvaldo Díez (1973) - Osvaldo Zubeldía (1974-1975) - Roberto Betinotti (1974) - Roberto Scarone (1975) - Alberto Rendo (1975-1976) - Benicio Acosta (1976) - Antonio D´Acorsso (1976) - Rogelio Domínguez (1977) - Oscar Calics (1977) - Roberto Resquin (1977-1978) - Adolfo Pedernera (1978) - Alejandro Romero (1978) - Carlos Bilardo (1979) - Delém (1980) - Carmelo Faraone (1980) - Héctor Veira (1980) - Victorio Cocco (1981) - Carlos Alberto Román (1981) - Juan Carlos Lorenzo (1981-1982) - José Yudica (1982) - Héctor Veira (1983-1984) - Roberto Rogel (1984) - Oscar López - Oscar Cavallero (1985) - Juan Carlos Lorenzo (1985) - José Magliolo (1985) - Nito Veiga (1985-1986) | - Rubén Cousillas (1986) *interim - Juan Carlos Carotti (1986-1987) - Bora Milutinovic (1987) - Héctor Veira (1987-1989) - Jorge Paolino (1989) - Oscar Quiroga (1989) - Roberto Saporiti (1989-1990) - Ricardo Rezza (1990-1991) - Fernando José Areán (1991-1992) - Juan Carlos Carotti (1992) - Ricardo Calabria (1992) - Jorge Castelli (1992) - Héctor Veira (1992-1996) - Roberto Mariani (1996) - Carlos Aimar (1996) - Jorge Castelli (1997-1998) - Alfio Basile (1998) - Rubén Osvaldo Díaz (1998) - Oscar Ruggeri (1998-2001) - Víctor Doria (2001) - Manuel Pellegrini (2001-2002) - Rubén Insúa (2002-2003) - Néstor Gorosito (2003-2004) - Héctor Veira (2004-2005) - Gabriel Rodríguez (2005) - Gustavo Alfaro (2005-2006) - Fernando Berón (2006) - Oscar Ruggeri (2006) - Ramón Díaz (2007-2008) - Norberto Batista (2008) - Miguel Ángel Russo (2008-2009) - Alberto Fanesi (2009) - Diego Simeone (2009-2010) - Sebastián Méndez (2010) - Ramón Díaz (2010-2011) - Miguel Tojo (2011) - Omar Andrés Asad (2011) - Leonardo Madelón (2011-2012) - Ricardo Caruso Lombardi (2012) | - Juan Antonio Pizzi (oct. 2012 - 2013) - Edgardo Bauza (2014 - nov. 2015) - Pablo Guede (nov. 2015 - juin 2016) - Diego Aguirre (juin 2016 - sep. 2017) - Claudio Biaggio (2017 - 2018) - Jorge Almirón (2018 - 2019) - Juan Antonio Pizzi (2019) - Diego Monarriz (2019 - 2020) - Hugo Tocalli (2020) - Mariano Soso (2020) - Diego Dabove (2021) - Leandro Romagnoli (2021) - Paolo Montero (2021) - Diego Monarriz (2021) - Pedro Troglio (2021 - 2022) - Fernando Berón (2022) - Rubén Insúa (2022-2024) - Leandro Atílio Romagnoli (2024) - Miguel Ángel Russo (depuis 2024) |

)